# Joseph Hungbo
Joseph Oluwagbemiga Mayowa Hungbo (* 15. Januar 2000 in London) ist ein englischer Fußballspieler, der durch seine Eltern nigerianische und togoische Wurzeln hat.

## Karriere
Nach seinen Anfängen in der Jugend des Hillyfielders FC wechselte Hungbo im Sommer 2009 in die Jugendabteilung von Crystal Palace und durchlief dort alle Jugendmannschaften. Dort unterzeichnete er im Sommer 2018 seinen ersten Profivertrag. Im Januar 2019 wurde er für den Rest der Saison an den FC Margate in die Isthmian League verliehen. Im Sommer 2019 wechselte er zum Erstligisten FC Watford. Im November 2020 wurde er für sechs Spiele an den Fünftligisten Aldershot Town verliehen. Nach seiner Rückkehr kam er im März 2021 in Watford auch zu seinem ersten Profieinsatz in der EFL Championship beim 2:0-Heimsieg gegen die Wycombe Wanderers. Im August 2021 wurde er für eine Spielzeit nach Schottland zum Erstligisten Ross County verliehen. Im Januar 2023 wurde er abermals verliehen, diesmal zum Zweitligisten Huddersfield Town.
Im Sommer 2023 wechselte er nach Deutschland zum Zweitligisten 1. FC Nürnberg. Zur Saison 2024/25 wurde er an Rotherham United in die EFL League One verliehen. Nach 18 torlosen Pflichtspieleinsätzen, davon 13 in der Liga, wurde die Leihe Anfang Januar 2025 vorzeitig beendet. Einen Tag später wurde Hungbo von Rotherhams Ligakonkurrent Wigan Athletic fest verpflichtet.